# Ciudad romana de Iluro

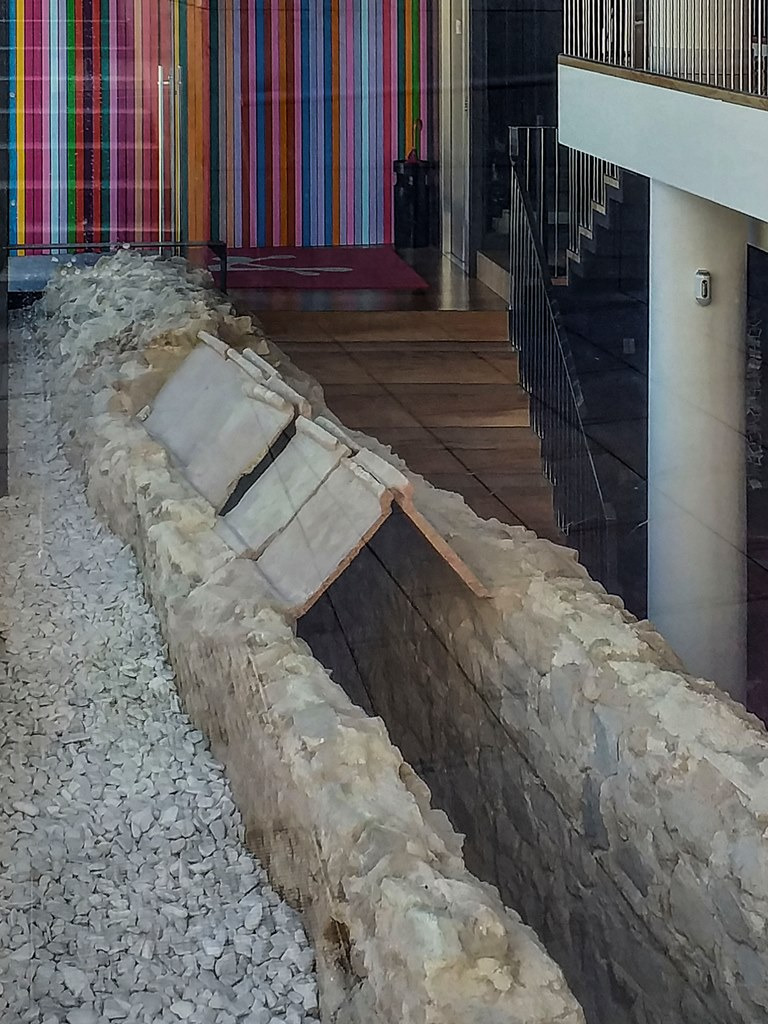
Plaza de Can Xammar - conducto de aguas romano de los baños públicos en el edificio del Colegio de Aparejadores

Los restos arqueológicos que se conservan bajo el casco antiguo de la ciudad de Mataró (provincia de Barcelona, España) han sido identificados como los de la antigua ciudad romana de Iluro a partir de los hallazgos epigráficos documentados en el yacimiento, las noticias aportadas por las fuentes clásicas (Plinio el Viejo, Pomponio Mela y Ptolomeo, que se refieren a Iluro como una de las «parva oppida» de la costa) y del estudio de los restos arqueológicos exhumados. De todas estas referencias se desprende la importancia de la ciudad en época romana. 
La valoración y el estudio de sus restos se inició en el siglo XVII y ha continuado hasta nuestros días, en investigaciones relacionadas con arqueólogos e historiadores eminentes, como Josep Calassanç Serra i Ràfols, Francesch Carreras, Josep Puig i Cadafalch, Marià Ribas i Bertran y, fundamentalmente, el grupo de colaboradores de la Sección Arqueológica del Museo de Mataró.
La antigua Iluro fue la continuadora, como centro organizador del territorio, de otra ciudad romana anterior, seguramente ILDURO, nombre que aparece escrito como  en caracteres ibéricos, en monedas de bronce del siglo II - I a. C. halladas en Cabrera de Mar (población situada a unos cinco kilómetros de la actual Mataró). Urbanísticamente, la nueva ILURO romana fue fundada «ex novo» en la primera mitad del siglo I a. C. sobre una pequeña colina, de unos 28 metros de altura sobre el nivel del mar, situada entre dos rieras, las actuales calles de la Riera y el Rierot, y alcanzó una extensión urbana de unas 6 hectáreas.
La estructura urbanística de la ciudad, en parte fosilizada en el trazado de algunas calles actuales del centro histórico de Mataró y en parte reconstruida hipotéticamente a partir de los restos arqueológicos conocidos, constituye un buen ejemplo de urbanismo regular romano, con perímetro rectangular y red ortogonal de calles. Las estratigrafías arqueológicas documentan la continuidad de Iluro hasta principios del siglo VII d. C. con dos momentos, aparte del fundacional, de especial dinamismo y vitalidad, fechables, respectivamente, en los siglos II y IV d. C. Anteriormente, en tiempos de Augusto, alcanzó el régimen jurídico de municipio.
Entre otros elementos urbanísticos, conserva trazas de la muralla que la rodeaba, así como del foro, de diversos edificios públicos, calles, casas, una gran cisterna, el mercado (macellum), alcantarillas y canalizaciones, y de las necrópolis urbanas y suburbanas. También se han hallado lo que parecen restos de un templo paleocristiano. De los numerosos restos arquitectónicos exhumados en el yacimiento destacan los de una gran casa señorial con pavimentos de mosaico de «opus signinum», localizados bajo la plaza Gran.
También cabe destacar el conjunto arqueológico de Can Xammar en la plaza homónima, hoy ya destruido, en el ángulo sureste de la ciudad, donde se documentaron los restos de un edificio notable, con mosaicos que pavimentaban las diversas estancias, probablemente las termas de la ciudad, con sus dependencias termales y palestra.
El área de influencia de la ciudad de Iluro fue muy amplia, siguiendo el concepto romano de la ciudad como entidad formada indisolublemente por el casco urbano y su territorio, que incluiría gran parte de la actual comarca de El Maresme.